# Рава (Ирак)
Рава (араб. راوة‎) — город на западе Ирака, расположенный на территории мухафазы Анбар.

## Географическое положение
Город находится в северной части мухафазы, на левом берегу реки Евфрат, на высоте 160 метров над уровнем моря.

Рава расположена на расстоянии приблизительно 170 километров к северо-западу от Эр-Рамади, административного центра провинции и на расстоянии 250 километров к западу-северо-западу (WNW) от Багдада, столицы страны.

## История
Исламское государство захватило Раву в июне 2014 года. Город был освобожден армией Ирака 17 ноября 2017 года. С потерей Равы Исламское государство потеряло свой последний оплот на территории Ирака.

## Население
По данным последней официальной переписи 1965 года, население составляло 5 141 человек.
Динамика численности населения города по годам:
| 1965  | 2012   |
| ----- | ------ |
| 5 141 | 19 629 |